# Нишавска епархия
Нишавската епархия е бивша епархия на Вселенската патриаршия и Българската екзархия, съществувала от 1761 година до 1878 година с център Пирот. Носи името на река Нишава.
Епархията е образувана в 1761 година от части от Нишката и Софийската епархия при митрополит Гавриил II Нишки. Първоначално епископията е в състава на Софийската митрополия, а по-късно е издигната в архиепскопия и отделена. Първият споменат нишавски митрополит е Самуил – в акт на Великата църква и патриарх Кирил VI Константинополски от 1815 година, с който епархията се обединява с Нишката под митрополит Мелетий. В документи на Патриаршията от 1846 и 1847 година епархията отново е отделна от Нишката.
Присъединена е към Българската екзархия веднага след учредяването и през 1870 година, като е оглавена от митрополит Партений Зографски. В периода октомври 1874 – юни 1878 година за временно управляващ епархията е избран Евстатий Пелагонийски, когато е екстрадиран от сръбските окупационни власти.
Епархията е закрита, след като Пиротско попада в Сърбия по Берлинския договор от 1878 година.
Нишавска е титулярна епископия на Българската православна църква от 28 декември 1910 година.

## История
Архиепископи на Вселенската патриаршия
| Име       | Управление                                | Забележка      |
| --------- | ----------------------------------------- | -------------- |
| Антим     | януари 1766 – 1789                        | ? - 1789       |
| Серафим   | март 1789 – 1808                          | ? - 1808       |
| Самуил    | април 1808 – декември 1809, подал оставка | ? - около 1818 |
| Харалампи | декември 1809 – декември 1812             | ? - 1816       |
| Самуил    | 1812 – 1815                               | ? - около 1818 |

Митрополити на Вселенската патриаршия
| Име      | Управление                        | Забележка                                 |
| -------- | --------------------------------- | ----------------------------------------- |
| Хрисант  | май 1823 – 24 февруари 1826       | ? - 1833                                  |
| Йероним  | февруари 1826 – май 1836          | в лемноски м.                             |
| Нектарий | май 1836 – януари 1853 †          | от лемноски м.                            |
| Антим    | януари 1853 – ноември 1860        | по-късно маронийски м.                    |
| Доротей  | 12 ноември 1860 – 19 април 1861   | от врачански е.                           |
| Софроний | 19 април 1861 – 26 септември 1867 | от мраморноостровен м., в месемврийски м. |
| Партений | септември 1867 – ноември 1872     | от поленински е.                          |
| Игнатий  | ноември 1872 – 19 май 1875        | от иринуполски е.                         |

Митрополити на Българската екзархия
| Име                   | Управление                   | Забележка                  |
| --------------------- | ---------------------------- | -------------------------- |
| Партений              | ноември 1872 – октомври 1874 | от патриаршески митрополит |
| Евстатий Пелагонийски | октомври 1874 – юни 1878     | управляващ                 |

Титулярни епископи на Българската екзархия
| Име     | Управление                        |
| ------- | --------------------------------- |
| Иларион | 28 декември 1910 – 12 август 1950 |